# Tranvía de Belgrado
El Tranvía de Belgrado (en cirílico serbio: трамвај у Београду) es una gran red de doce líneas de transporte con un total de 127,3 km de ruta, que presta servicio de tranvía a la ciudad de Belgrado, capital de la República de Serbia. El servicio opera con alrededor de 200 tranvías, incluyendo vehículos ČKD, Tatra KT4, Urbos CAF, y DUEWAG. La primera línea de tranvía que funcionó en la ciudad fue inaugurada en octubre de 1892. En los años 2000 se acometió una modernización total de la red belgradense.

## Historia

### Comienzos
La primera línea de tranvía de tracción animal en Belgrado fue puesta en marcha el 14 de octubre de 1892, y unía Kalemegdan con Slavija, en el entonces Reino de Serbia. La primera línea eléctrica fue introducida en 1894. Hasta 1903 no comenzó la construcción de más líneas y la explotación del servicio, acometiéndose la progresiva electrificación de las líneas.
En 1912 existían ocho líneas de tranvía en Belgrado, con un trasiego medio diario de 24 coches motorizados y 12 remolques. Ese año, fueron transportados un total de 7,5 millones de pasajeros.

### Guerras mundiales

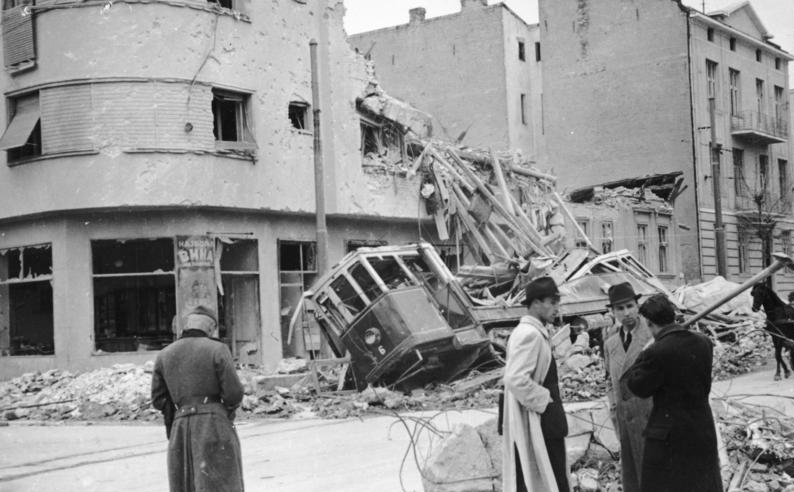
Imagen del Bundesarchiv mostrando un tranvía y varios edificios destruidos por el Bombardeo de Belgrado de abril de 1941.

La Primera Guerra Mundial y la ocupación de Belgrado dejaron el sistema en muy mal estado. Después de la liberación de la ciudad en 1919, el Ayuntamiento de Belgrado se hizo cargo del sistema, que antes era privado. La mayor parte de lo que quedaba de la época anterior a la guerra debió ser reemplazado, culminando su renovación en 1932. A finales de ese año, el servicio contaba con 65,5 kilómetros de vías, de las cuales 2/3 eran de doble vía y 1/3 de una sola vía. En 1940, había en funcionamiento diez líneas, por las que circulaban 104 servicios. 
El sistema y la ciudad sufrieron graves daños durante la Segunda Guerra Mundial. El Bombardeo de 1941 por la Luftwaffe ocasionó la destrucción de 38 tranvías. El sistema tuvo que ser reconstruido totalmente en el marco de la Yugoslavia Socialista. Para 1955 había ocho líneas con 162 tranvías. En la década de 1970 aparecieron los primeros proyectos para la construcción del metro en la ciudad, que se desestimaron en 1982, cuando se optó en su lugar por la ampliación de la red de tranvías. En 1985, el sistema se extendió en 42 km, conectando con Novi Beograd, a través del río Sava.
A comienzos de los años 1990, el sistema alcanzó su pico de uso, pero la tendencia se invirtió con la disolución de Yugoslavia. Las sanciones contra Serbia ocasionaron un drástico descenso de la financiación del sistema; las inversiones en la compra de vehículos nuevos, repuestos y mantenimiento de la infraestructura fueron mínimos. Además, el país fue bombardeado por la OTAN en 1999, ejerciendo una presión adicional en el sistema.

### SigloXXI
En la década de 2000, la financiación para el transporte público se incrementó al ritmo de la lenta recuperación del país; en 2004 había unos 150 tranvías en servicio. La red fue extendida hacia los nuevos barrios de la ciudad, y se adquirieron modernos modelos CAF Urbos 3.

## Líneas
El servicio está compuesto por doce líneas durante el día y dos nocturnas:
- Línea 2: Pristanište – Vukov Spomenik – Plaza Slavija – Pristanište
- Línea 3: Kneževac – Rakovica – Estación de ferrocarril – Tašmajdan
- Línea 5: Kalemegdan – Vukov spomenik – Ustanička
- Línea 6: Tašmajdan – Vukov spomenik – Ustanička
- Línea 7: Blok 45 – Novi Beograd – Estación de ferrocarril – Tašmajdan – Vukov spomenik – Ustanička
- Línea 7L: Blok 45 – Novi Beograd – Estación de ferrocarril – Tašmajdan
- Línea 9: Blok 45 – Novi Beograd – Estación de ferrocarril – Plaza Slavija - Banjica
- Línea 10: Kalemegdan – Plaza Slavija - Banjica
- Línea 11: Blok 45 – Novi Beograd – Kalemegdan
- Línea 12: Banovo Brdo – Estación de ferrocarril – Plaza Slavija – Estadio Omladinski
- Línea 13: Banovo Brdo – Estación de ferrocarril – Novi Beograd - Blok 45
- Línea 14: Banjica – Plaza Slavija – Vukov spomenik - Ustanička